# Jens Lause
Jens Lause (* 30. Oktober 1968) ist ein ehemaliger deutscher Handballspieler.

## Karriere
Jens Lause begann 1972 bei der SG Dynamo/Motor Staßfurt mit dem Handballspielen. Ab 1982 lief er für den SC Dynamo Berlin auf, mit dem er 1990 DDR-Meister wurde. Ab Januar 1991 spielte der 1,89 Meter große Linksaußen für den HC Preußen Berlin, mit dem er 1991 den letztmals ausgetragenen FDGB-Pokal gewann, und von 1991 bis 2001 beim Bundesligisten TBV Lemgo, mit dem er 1995 und 1997 den DHB-Pokal, 1997 die Deutsche Meisterschaft und 1996 den Europapokal der Pokalsieger gewann. Nach dem Ende seiner Profikarriere war Lause im Marketingbereich des TBV tätig. Daneben spielte er von 2001 bis 2003 beim Regionalligisten HSG Augustdorf/Hövelhof, mit dem er 2002 in die 2. Bundesliga aufstieg, und war von 2003 bis 2007 Trainer der zweiten Mannschaft des TBV Lemgo.
Lause betreibt eine Agentur für Sportmarketing und Beratung.